# Орасио Картес
Орасио Мануел Картес Хара (на испански: Horacio Manuel Cartes Jara; род. на 5 юли 1956 в Асунсион) е парагвайски бизнесмен и политик от Червената партия.
Той е роден в семейството на бизнесмен. Създава конгломерат от предприятия, главно във финансовия сектор и хранително-вкусовата промишленост. От 2001 година е председател на футболния отбор „Клуб Либертад“. Включва се в политическия живот през 2009 година. През 2013 година се кандидатира за президент на Парагвай и печели изборите с 48% от гласовете, като заема поста през август.